# Taozhuang (köpinghuvudort i Kina, Zhejiang Sheng, lat 30,97, long 120,81)
Taozhuang är en köpinghuvudort i Kina. Den ligger i provinsen Zhejiang, i den östra delen av landet, omkring 100 kilometer nordost om provinshuvudstaden Hangzhou. Antalet invånare är 30 595. Befolkningen består av 14 799 kvinnor och 15 796 män. Barn under 15 år utgör 12,0 %, vuxna 15-64 år 73 %, och äldre över 65 år 14,0 %.
Runt Taozhuang är det mycket tätbefolkat, med 1 056 invånare per kvadratkilometer. Närmaste större samhälle är Fenhu, 5,7 km nordost om Taozhuang. Trakten runt Taozhuang består till största delen av jordbruksmark.
Genomsnittlig årsnederbörd är 1 712 millimeter. Den regnigaste månaden är juni, med i genomsnitt 277 mm nederbörd, och den torraste är november, med 65 mm nederbörd.